# Conseil européen des 28 et 29 juin 2016
La réunion du Conseil européen des 28 et 29 juin 2016 porte en premier lieu sur les résultats du référendum sur l'appartenance du Royaume-Uni à l'Union européenne du 23 juin. Il porte également sur les migrations, les relations extérieures, ainsi que l'emploi, la croissance et l'investissement.

## Résultat du référendum organisé au Royaume-Uni
Le Conseil européen axe ses travaux sur les conséquences politiques du référendum qui a eu lieu au Royaume-Uni. Le premier ministre David Cameron fait le point sur la situation dans le pays après le vote et s'engage à ce que la décision d'appliquer l'article 50 du traité sur l'Union européenne soit prise par la nouvelle équipe dirigeante au Royaume‑Uni. Les 27 autres États membres décident qu'aucune négociation ne sera menée tant que le Royaume-Uni n'aura pas notifié son intention de se retirer.
Le 29 juin, les chefs d'État et de gouvernement des 27 débattent sans le Royaume-Uni des conséquences politiques et pratiques du Brexit. Ils publient une déclaration conjointe qui prend acte du résultat du référendum et du mécontentement en Europe à l'égard de la situation actuelle, auxquels les 27 affirment vouloir répondre répondre en restant unis et en menant à bien leur programme stratégique. Les 27 décident de tenir une réunion informelle le 16 septembre suivant à Bratislava.

## Conclusions
Les conclusions portent sur trois domaines

### Relations extérieures
Le Conseil européen réaffirme le soutien de l'UE au gouvernement « d'union nationale » formé officiellement le 12 mars 2016 après plusieurs mois de négociation par Fayez el-Sarraj.
Dans le domaine de la PSDC, le Conseil européen « accueille avec intérêt » la présentation de la stratégie globale pour la politique étrangère et de sécurité de l'UE, ce qui ne vaut pas validation formelle du texte présenté par la Haute Représentante, Federica Mogherini, d'un niveau d'ambition élevé. Les dirigeants débattent également de la coopération UE-OTAN en présence du Secrétaire général de l'OTAN, afin de préparer le sommet de l'OTAN des 8 et 9 juillet 2016 à Varsovie.
Le Premier ministre néerlandais a présenté le résultat du référendum organisé aux Pays-Bas sur l'accord d'association avec l'Ukraine, et le Conseil européen a invité le Conseil à rechercher une solution qui réponde aux préoccupations qui ont été formulées à ce propos.

## Sources